# Valtournenche (vallée)
Pour l’article homonyme, voir Valtournenche.
Le Valtournenche est une vallée latérale de la Vallée d'Aoste, située au nord de Châtillon.

## Géographie

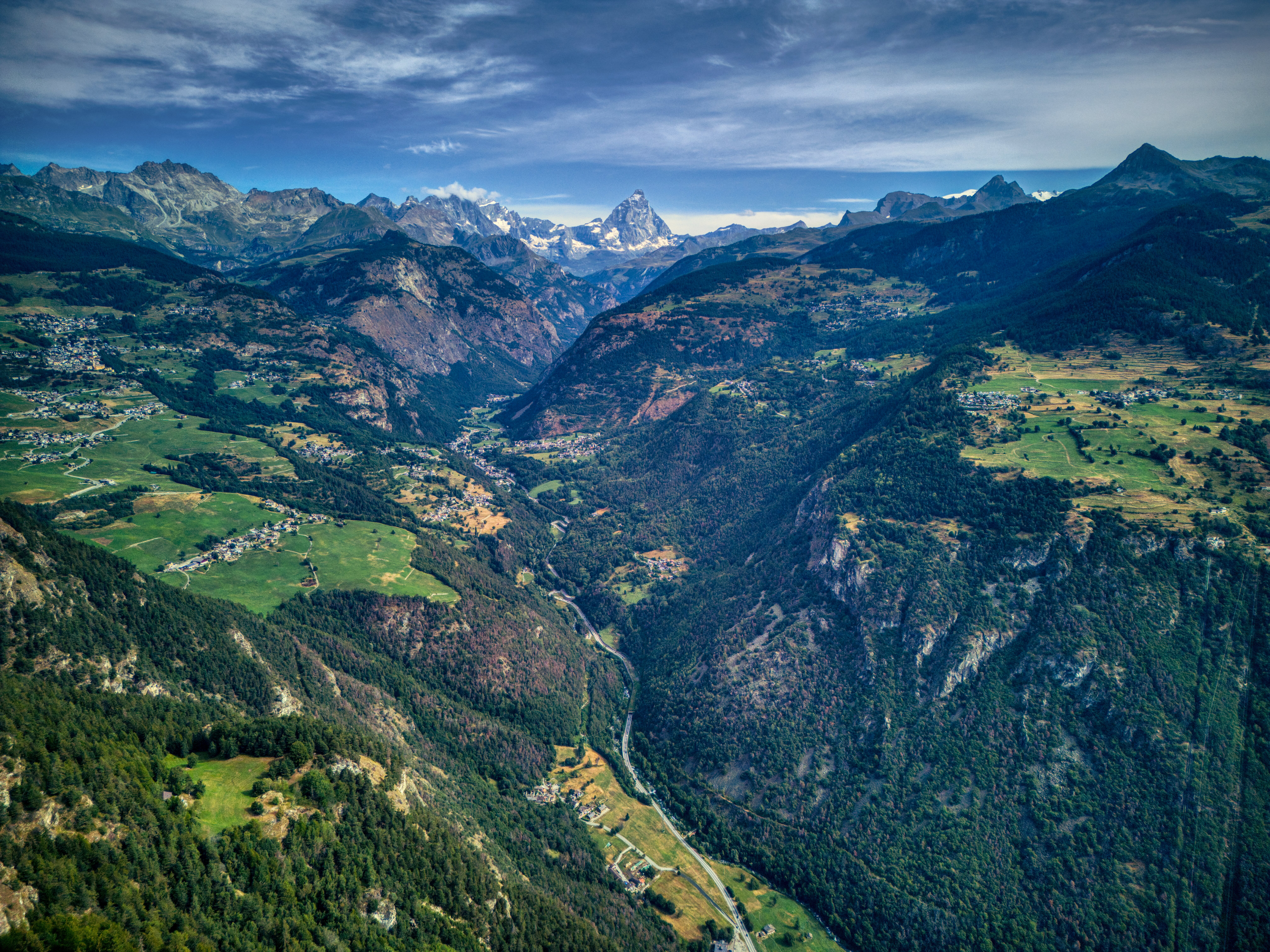
Le Valtournenche et le Cervin.

Le Valtournenche jouxte au nord le Valais, à l'est le val d'Ayas et à l'ouest le vallon de Saint-Barthélemy et le haut Valpelline.
Il se termine par le Cervin, et il est relié à la vallée de Zermatt par le col du Théodule.

### Communes du Valtournenche
- Valtournenche, qui comprend aussi la station de ski du Breuil-Cervinia
- Antey-Saint-André
- Chamois
- La Magdeleine
- Torgnon

### Sommets principaux
Le sommet principal est le Cervin, à (4 478 mètres).
Les autres sommets sont :
- la dent d'Hérens - 4 171 mètres ;
- la Bosse de Rollin - 3 899 mètres ;
- le pic de Luseney - 3 504 mètres ;
- la tête Grise (en allemand Graukopf) - 3 480 mètres ;
- le Grand Tournalin - 3 379 mètres ;
- le dôme du Tsan - 3 351 mètres ;
- le mont Roisetta - 3 334 mètres ;
- la crête de la Forclaz - 3 492 mètres ;
- la pointe du Tsan - 3 320 mètres.

### Cours d'eau
Le Marmore est le cours d'eau principal. Il naît du lac Goillet.
Le Marmore s'ensevelit partiellement dans le gouffre des Busserailles, près du village de Singlin.

### Lacs

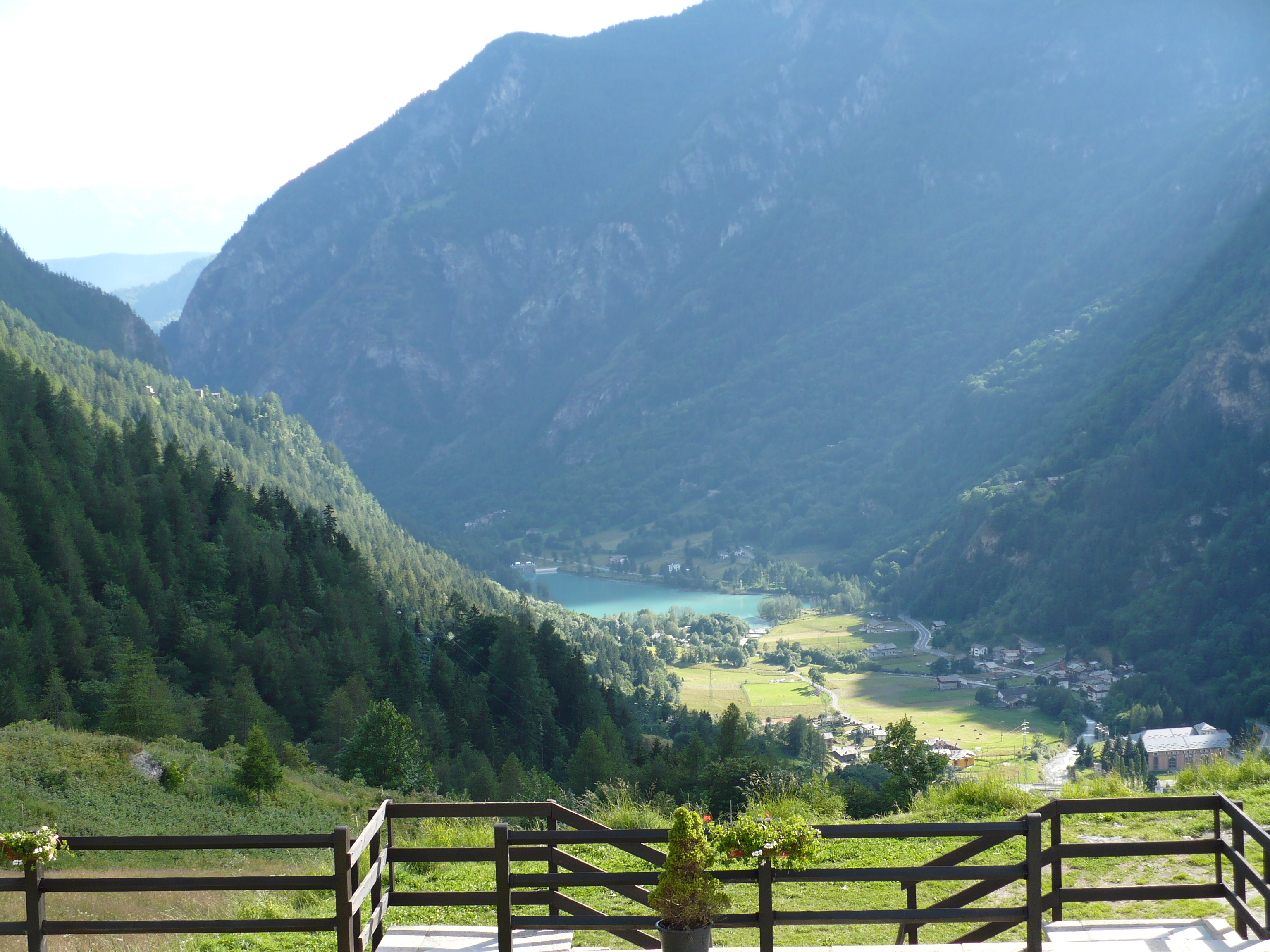
Le lac de Maën vu du Pâquier (chef-lieu de Valtournenche).

- Lac de Tsignanaz - 2 158 mètres
- Lac Goillet - 2 516 mètres
- Lac de Lod, à Chamois
- Lac de Lod, à Antey-Saint-André
- Lac Bleu - 1 980 mètres
- Lac de Loz - 1 702 mètres

### Cols
Les cols reliant ce val aux vallées adjacentes sont :
- le col du Théodule - 3 296 mètres, vers la vallée de Zermatt ;
- le col de Valcornéraz - 3 066 mètres, vers le Valpelline ;
- le col supérieur des Cimes blanches - 2 982 mètres, vers le val d'Ayas.

## Tourisme
Le centre touristique le plus important se trouve au Breuil-Cervinia, près du domaine skiable du Plateau Rosa (sur le versant suisse), ouvert toute l'année. Cette station de ski, née pendant la période du fascisme, jusqu'au début du XXe siècle n'était qu'une cuvette au pied du Cervin où se trouvaient des alpages. Le projet de développement de Mussolini, ensemble avec l'activité des entrepreneurs milanais, ont permis la naissance de Cervinia, qui depuis les années 1920 est l'une des plus importantes stations de ski italiennes.

### Randonnées

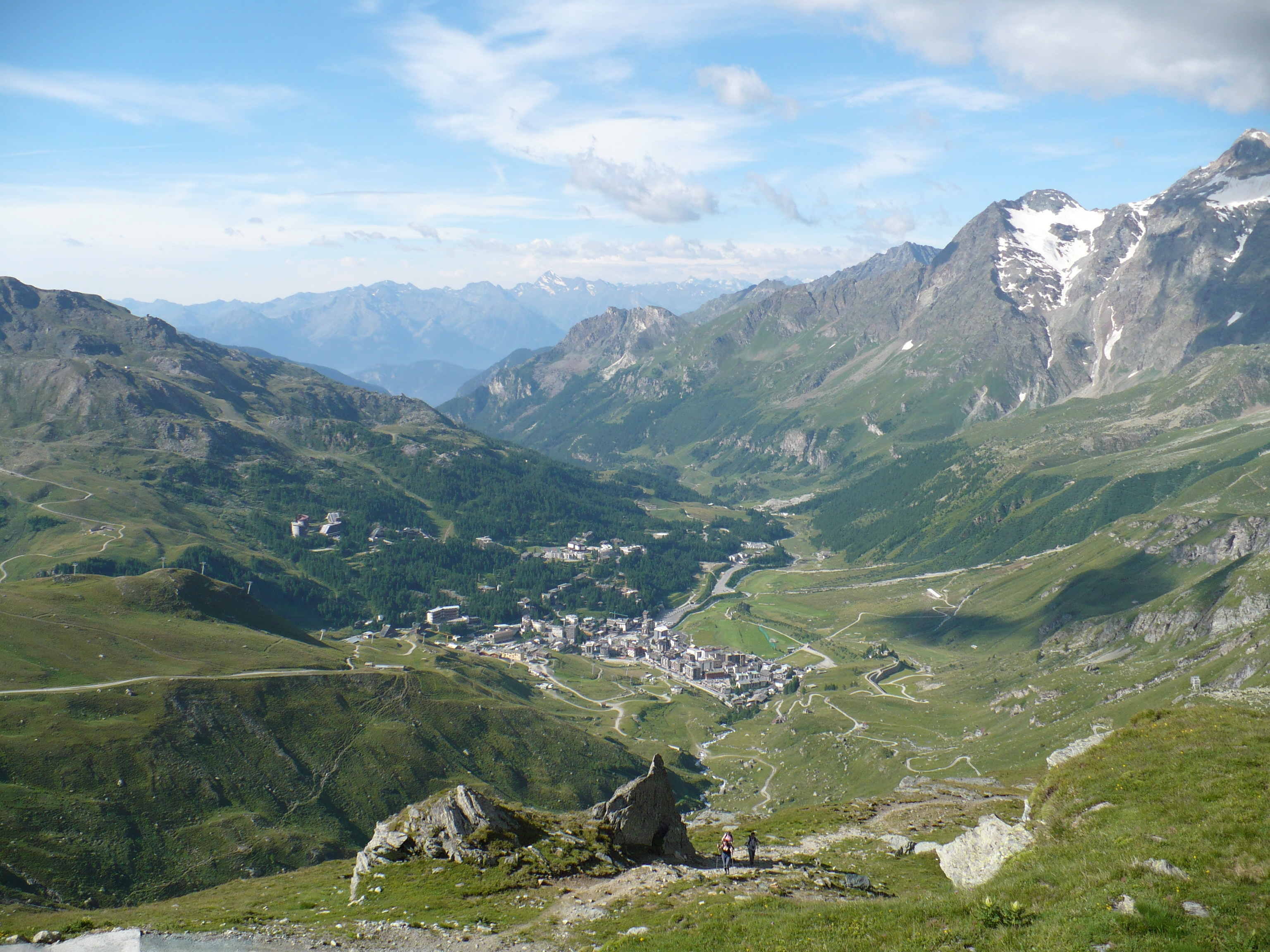
Vue du Valtournenche du refuge Duc des Abruzzes à l'Oriondé.

Les refuges présents dans cette vallée sont :
- refuge Jean-Antoine Carrel - 3 835 mètres ;
- refuge Guides du Cervin - 3 457 mètres ;
- refuge du Théodule - 3 316 mètres ;
- refuge Peruccaz Vuillermoz - 2 920 mètres ;
- refuge Duc des Abruzzes à l'Oriondé - 2 802 mètres ;
- refuge Barmasse - 2 169 mètres ;
- refuge l'Ermitage - 1 927 mètres ;
- bivouac Archile Ratti - 3 740 mètres ;
- bivouac Georges et Renzo Novella - 3 526 mètres ;
- bivouac Oreste Bossi - 3 345 mètres ;
- bivouac Camillotto Pellissier - 3 325 mètres ;
- bivouac Laura Florio - 3 320 mètres ;
- bivouac Humbert Balestreri - 3 142 mètres ;
- bivouac Renzo Rivolta - 2 900 mètres ;
- bivouac Jean Bobba - 2 770 mètres ;
- bivouac du Lac de Tzan - 2 482 mètres.

## Personnalités célèbres
- Georges Carrel, curé, scientifique et vulgarisateur, qui fournit une contribution essentielle au développement de la Vallée d'Aoste (1800-1870).
- Jean-Joseph Maquignaz, guide de montagne.
- Jean-Antoine Carrel, le guide de montagne qui ouvrit la voie italienne au Cervin (1829-1890).
- L'abbé Gorret, curé et alpiniste (1836-1907).